# Урекешти (Горж)
Урекешти (рум. Urechești) насеље је у Румунији у округу Горж у општини Драгуцешти. Oпштина се налази на надморској висини од 221 m.

## Становништво
Према подацима из 2002. године у насељу је живело 945 становника, од којих су сви румунске националности.